# We Are the People (Empire of the Sun)
We Are the People is een nummer van het Australische elektronische muziekduo Empire of the Sun uit 2009. Het is de tweede single van hun debuutalbum Walking on a Dream.
Als opvolger van de hit Walking on a Dream, bestormde ook "We Are the People" wereldwijd de hitlijsten. In thuisland Australië was het echter minder succesvol dan de voorganger met een bescheiden 24e positie. Nog minder succesvol was het in Nederland, waar het zelfs helemaal geen hitlijsten bereikte. In de Vlaamse Ultratop 50 kende het wel weer succes met een 20e positie.